# Fly Level
Fly Level (рус. Флай Левел) — частная компания, расположенная в городе Бухарест, Румыния. Представительства находятся в городах Линц, Австрия, и Кишинёв, Республика Молдова. Основная деятельность — Авиационный учебный центр и дистрибуция авиационных товаров. 
Предлагает курсы для пилотов-любителей (PPL), коммерческих-пилотов (CPL), пилотов транспортной авиации (ATPL), бортпроводников, авиадиспетчеров, обслуживающего персонала и авиатехников. Обладая разрешениями европейского стандарта, Fly Level, в партнерстве с немецкой авиашколой, организовывает курсы для авиатехников в соответствие со стандартам EASA Annex II — Part 147.

## История
Авиационный учебный центр Fly Level был основан в феврале 2003 года. В декабре 2012 года стал первым частным авиационным учебным центром сертифицированным румынским Органом гражданской авиации в соответствии с Регламентом Комиссии 805/2011.

## Деятельность

### Авиационный учебный центр
Fly Level располагает тремя учебными центрами, расположенными в городах Бухарест (Румыния), Линц (Австрия) и Кишинёв (Республика Молдова).
Разрешения, выданные Органами гражданской авиации Румынии и Республики Молдова, признаны на международном уровне и соответствуют требованиям национальных законодательств, а также стандартам EASA.

### Дистрибуция авиационных товаров
- Официальный представитель компаний Piaggio[1] и Piper в Румынии.
- Официальный дилер компаний Comco Ikarus, Evektor[2] и авиационных двигателей Rotax в Румынии.
- Сертифицированный дистрибутор для таких компаний по производству авиазапчастей, как: Lycoming, Continental, Rotax[3].

## Курсы

### Частные и профессиональные пилоты

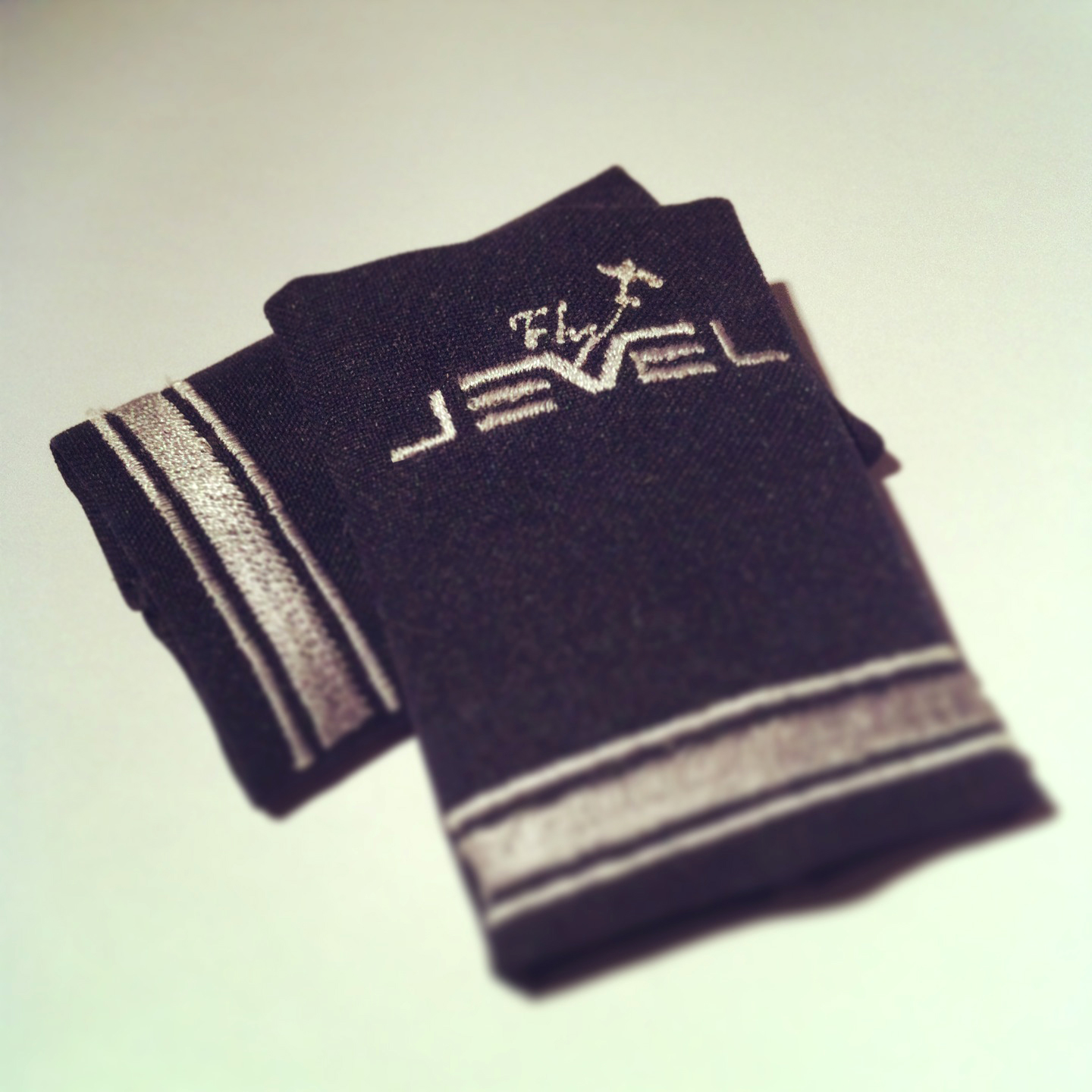
Погоны пилота-курсанта Fly Level

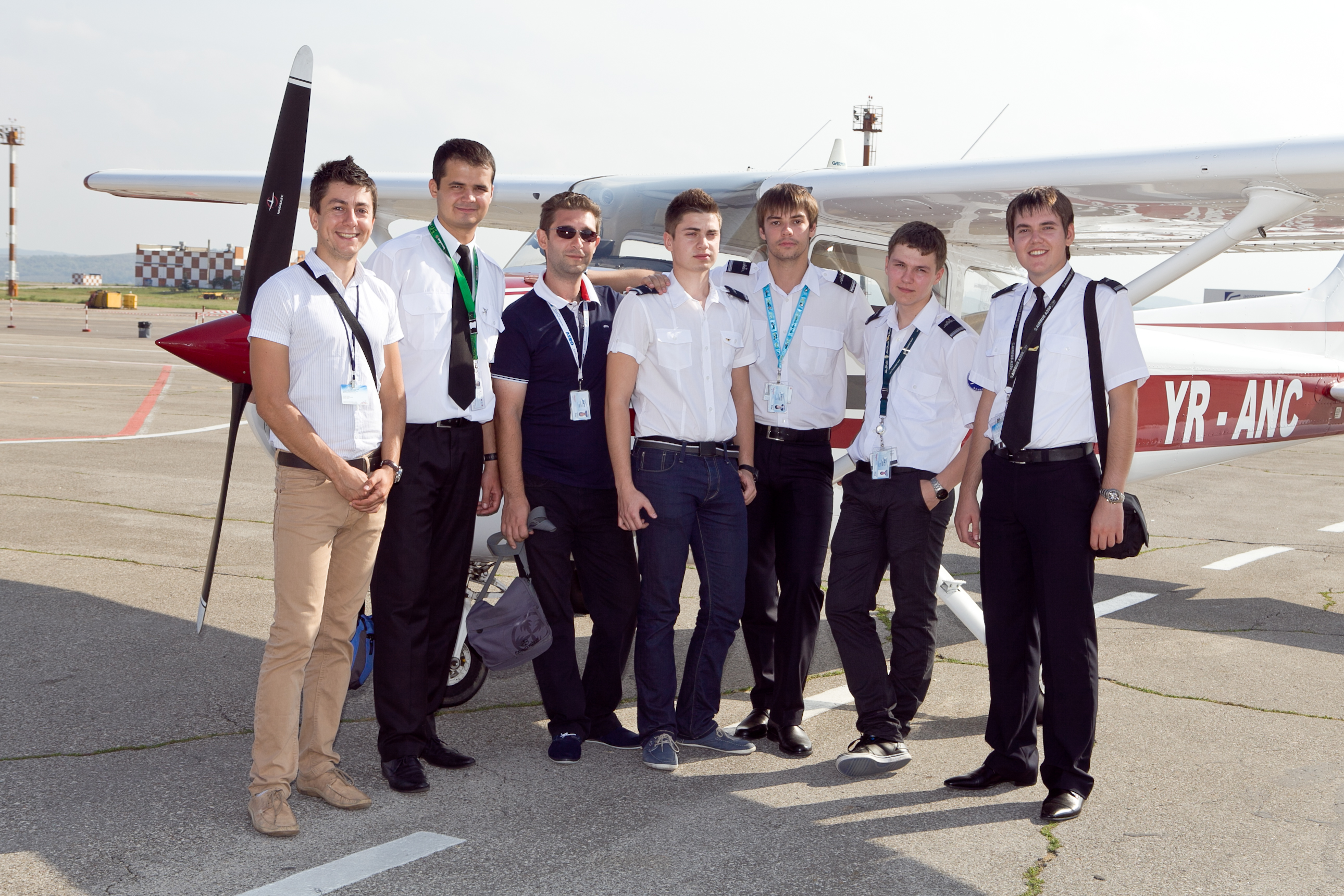
Пилоты-курсанты Fly Level

Практическая подготовка одобрена Органами гражданской авиации во всех аэропортах, указанных в сборнике аэронавигационной информации (AIP) Румынии и Республики Молдова.
- PPL(A) — лицензия пилота-любителя
- CPL(A) — лицензия коммерческого пилота
- Class Rating — SEP (Land)
- Class Rating — MEP (Land)
- CRI(A) (MEP) and (SEP)
- FI(A) — допуск инструктора
- ATPL(A) — лицензия пилота транспортной авиации (Frozen)
- IR(A) — Instrument Rating
- MCC — Multi Crew Cooperation
- PPL (H)
- Type Rating R44
- Type Rating PA31/42

### Бортпроводники

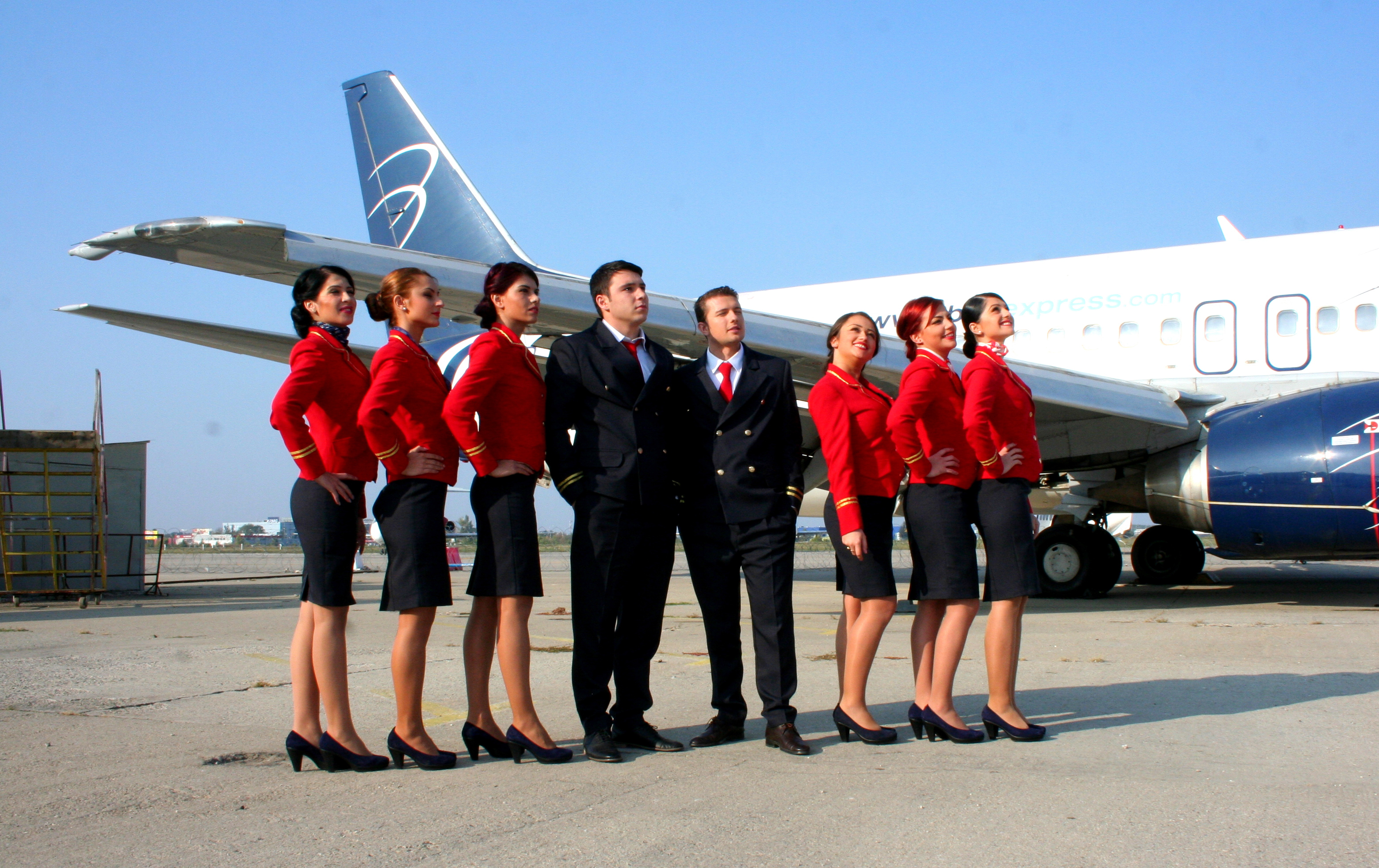
Группа бортпроводников Fly Level

Fly Level одобрена Органом гражданской авиации Румынии, как центр подготовки бортпроводников, предлагая следующие курсы:
- Начальная программа авиационной безопасности;
- Программа переквалификации на другой тип — Fokker 70/100, SAAB 2000, Boeing 737, Airbus A320, ATR 42/72.

### Авиадиспетчеры

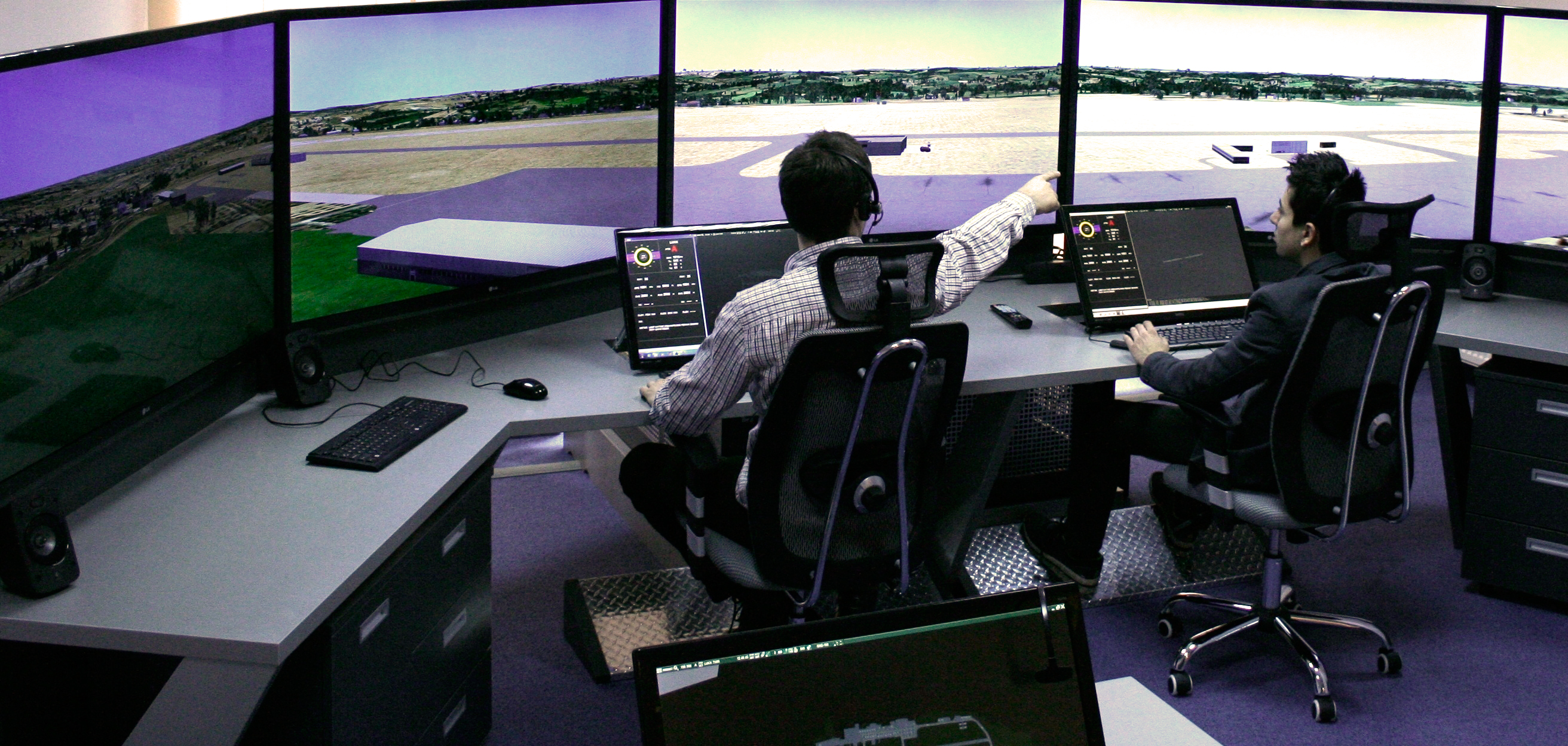
Тренажер Fly Level для авиадиспетчеров

Сертификаты, выданные после успешного окончания учёбы, признаны всеми странами Европейского Союза.
- Air Traffic Controller Basic Training
- ATC Rating Training — Aerodrome Control Instrumental
- ATC Rating Training — Approach Control Procedural
- ATC Rating Training — Approach Control Surveillance
- ATC Rating Training — Area Control Procedural
- ATC Rating Training — Area Control Surveillance
- On-the-job Training Instructors
- Refresher Training for the «OJTI»
- Aeronautical Information Service Introductory Course
- Human Factors in Air Traffic Services
- Safety Oversight of ANSP
- Safety Management System Course
- Tower and Radar Simulator

### Обслуживающий персонал аэропорта
- Хэндлинг
- Airport Marshall
- Служба безопасности

### Авиационные техники
Базовые курсы:
- Категория A
- Категория B1
- Категория B2
- Категория C

Квалификационные курсы для техников:
- Dornier DO 328—100
- Dornier DO 328—300
- Embraer 170/190
- Embraer 135/145
- Cessna 525/525A
- Learjet 40/45
- Dash 8-100/200/300
- Dash 8-Q400

## Флот
Располагает воздушным флотом, состоящим из 5 самолётов и 2 вертолётов.

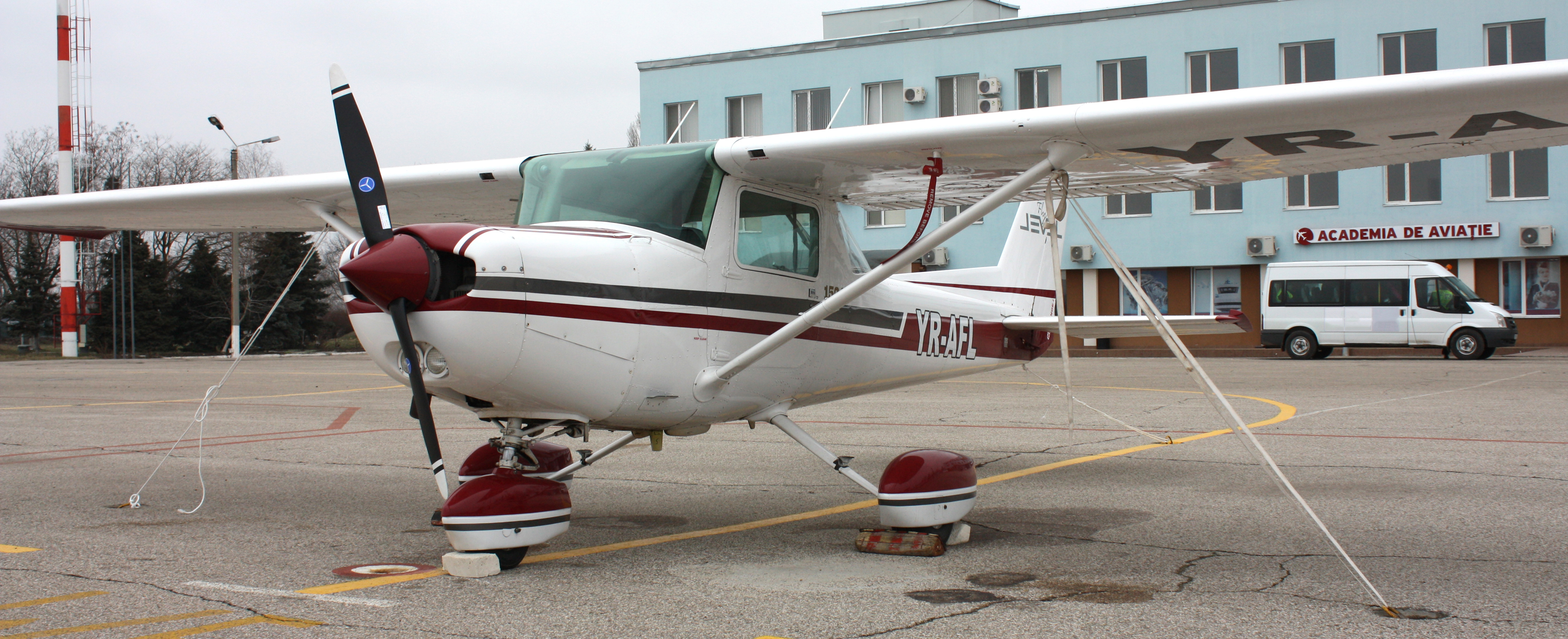
Cessna 152 в Международном Аэропорту Кишинэу, Республика Молдова

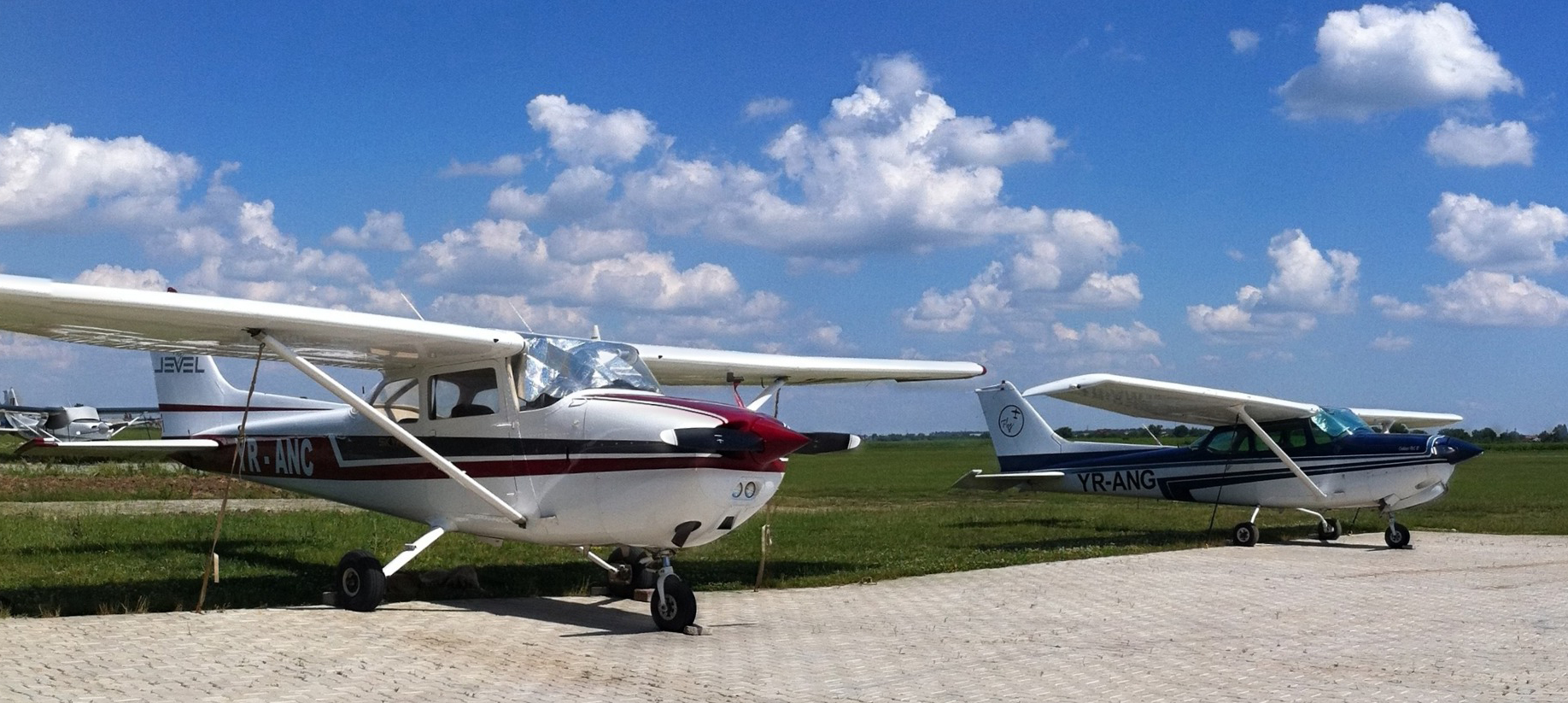
Cessna 172N и Cessna 172RG на Аэродроме Клинчень, Румыния

| Самолет                  | Кол-во | Местоположение                                                                  |
| ------------------------ | ------ | ------------------------------------------------------------------------------- |
| Cessna 152               | 2      | Аэродром Клинчень, Румыния & Международный аэропорт Кишинэу, Республика Молдова |
| Cessna 172N Skyhawk      | 1      | Аэродром Клинчень, Румыния                                                      |
| Cessna 172RG Cutlass II  | 1      | Аэродром Клинчень, Румыния                                                      |
| Piper Cheyenne III PA-42 | 1      | Международный аэропорт имени Анри Коанды, Румыния                               |
|                          |        |                                                                                 |
| Вертолет                 | Кол-во | Местоположение                                                                  |
| Robinson R44 Raven II    | 1      | Аэродром Клинчень, Румыния                                                      |
| Eurocopter EC120         | 1      | Аэродром Стрежник, Румыния                                                      |

## Оснащения

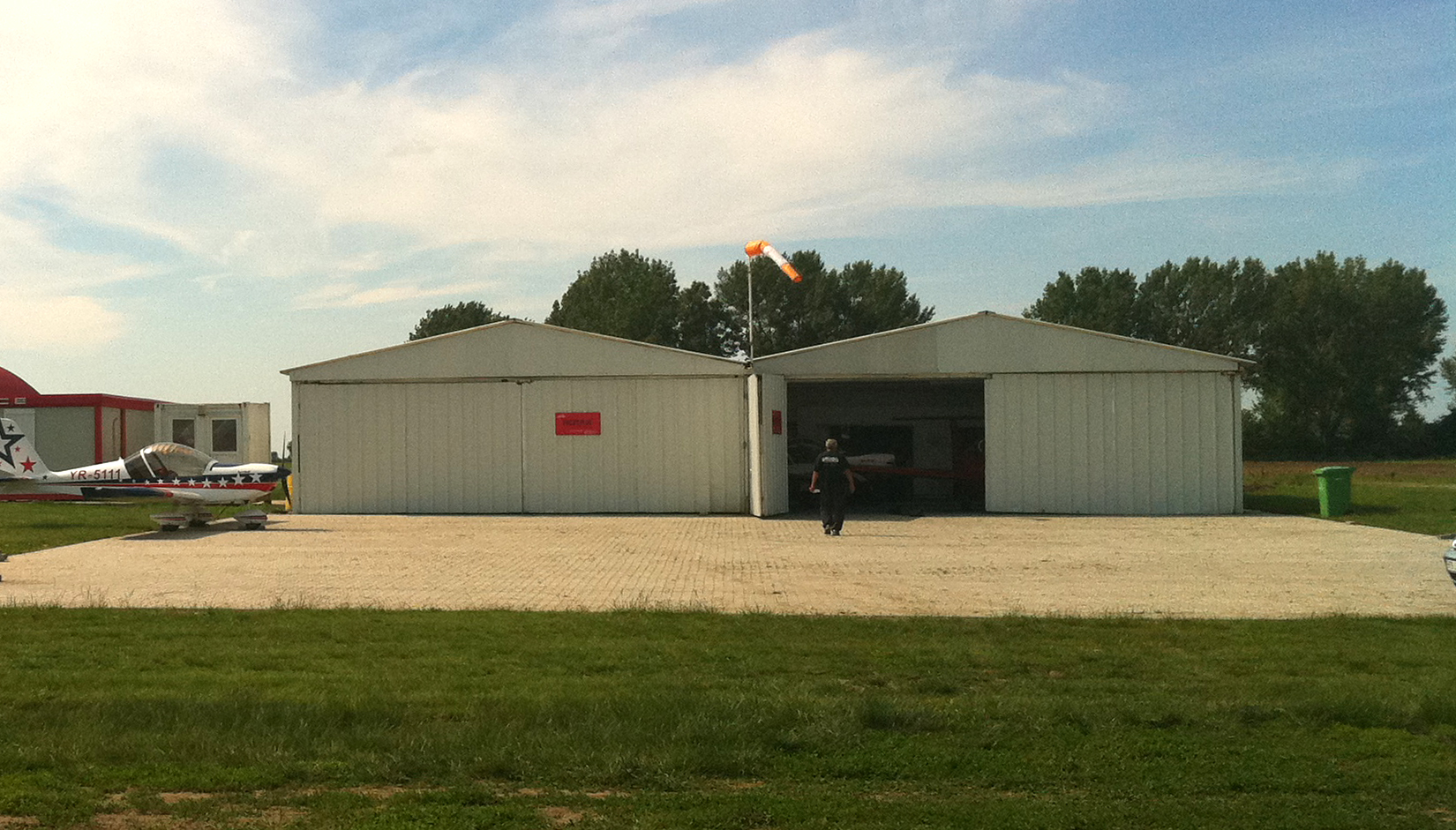
Один из ангаров Fly Level на Аэродроме Клинчень, Румыния

Fly Level владеет 2 ангарами, расположенными в Румынии.
- Ангар № 1

Местоположение — Аэродром Клинчень

Площадь — 400 м² 

Платформа — 2 × 600 м²
- Ангар № 2

Местоположение — Аэродром Плоешть-Вест

Площадь — 1200 м²

Платформа — 2000 м²

## Мероприятия
Принимала участие в следующих мероприятиях:
1. День гражданской авиации в Международном аэропорту Кишинэу, Республика Молдова, сентябрь 2012[5].
2. День гражданской авиации и выставка малой авиации в Бухаресте в Международном аэропорту имени Аурел Влайку, Румыния, Июль 2012.
3. Международный день защиты детей в Международном аэропорту Кишинэу, Республика Молдова, Июнь 2012[6].
4. Выставка малой авиации в Международном аэропорту Кишинэу, Республика Молдова, сентябрь 2012[7].
5. День гражданской авиации в Международном аэропорту Кишинэу, Республика Молдова, сентябрь 2011[8].